# Jardines de la Ciudad del Vaticano

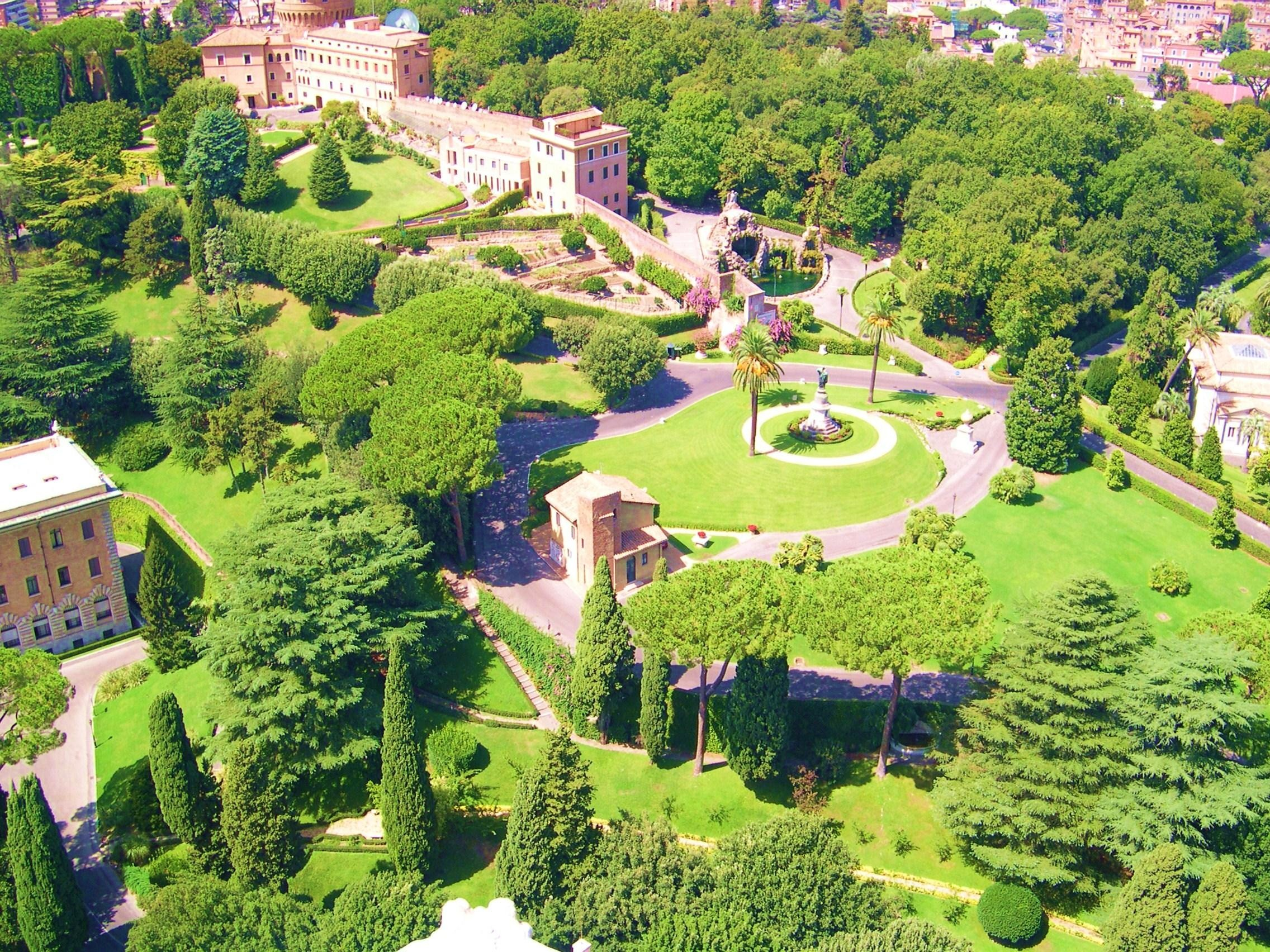
Parte de los Jardines Vaticanos.

Los Jardines Vaticanos (en italiano, Giardini Vaticani) de la Ciudad del Vaticano son jardines urbanos y parques que abarcan más de la mitad del territorio vaticano en el sur y en el noreste. Hay algunos edificios como Radio Vaticana dentro de los jardines.
Los jardines se extienden aproximadamente 23 hectáreas que es la mayor parte de la Colina Vaticana. El punto más alto es de 60 m s. n. m. Muros de piedra rodean el área por el norte, el sur y el oeste.
Los jardines y los parques se establecieron durante la época del Renacimiento y del Barroco y están decorados con fuentes y esculturas. Hay varios manantiales subterráneos que actualmente no están en funcionamiento. Hay una amplia variedad de flora, y el área está considerada un biotopo.
Los Jardines del Vaticano pueden ser visitados solamente participando de una visita guiada en grupo organizada directamente por los Museos Vaticanos o reservando un tour con audioguía en un autobús eléctrico.

## Historia

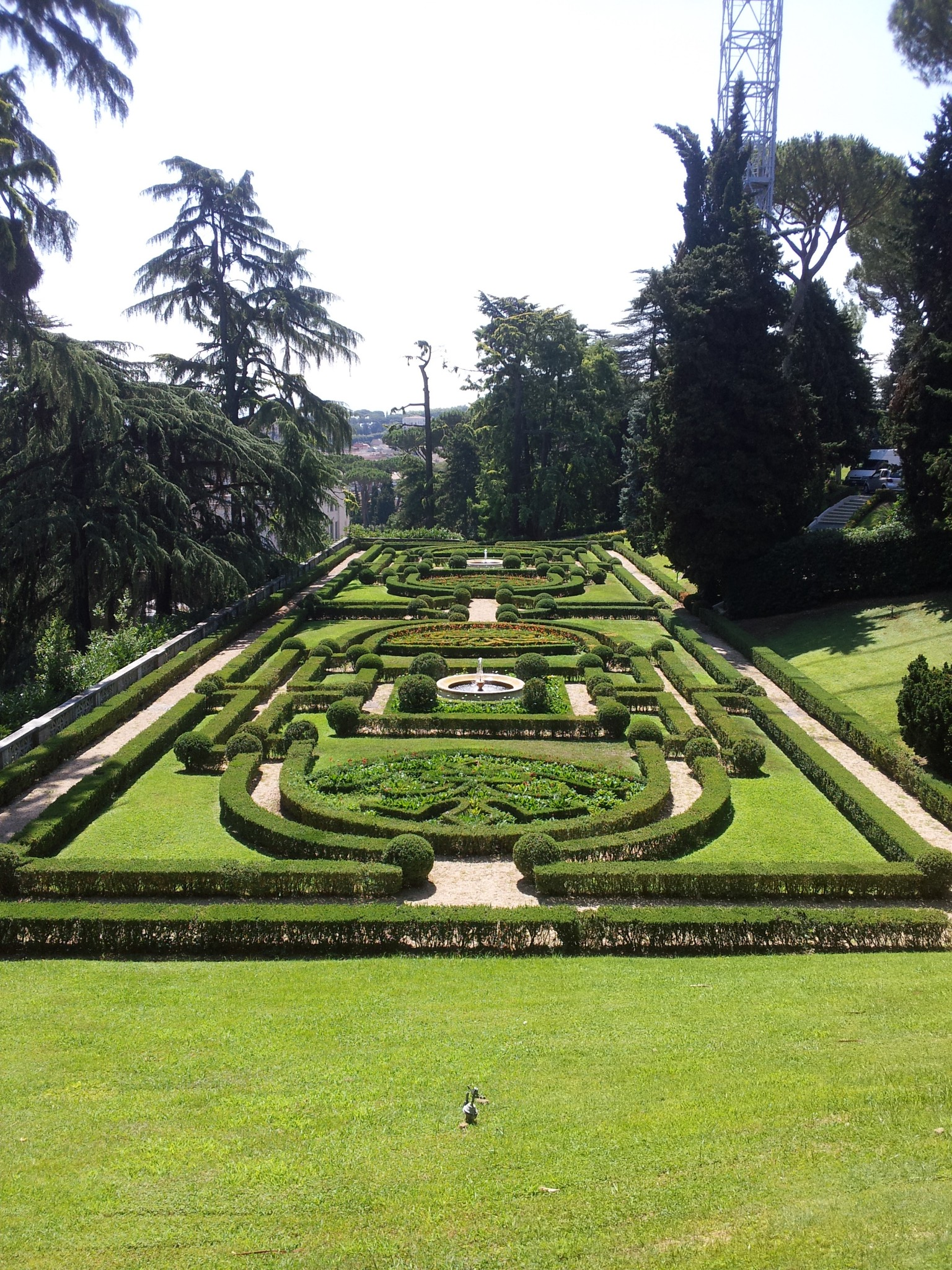
El jardín italiano en los Jardines del Vaticano.

La tradición dice que el sitio donde se encuentran los Jardines Vaticanos fue sembrada con tierra procedente del Gólgota por Santa Helena para simbólicamente unir la sangre de Cristo con la vertida por miles de los primeros cristianos, que murieron en las persecuciones de Nerón. Los jardines se remontan a la época medieval cuando los huertos y viñedos se extendían hacia el norte del Palacio Apostólico papal. En 1279 el papa Nicolás III (Giovanni Gaetano Orsini, 1277–1280) trasladó su residencia de nuevo al Vaticano desde el Palacio de Letrán y cerró la zona con muros. Plantó un huerto (pomerium), un prado (pratellum) y un jardín (viridarium).
El sitio sufrió un gran remodelado del paisaje en los comienzos del siglo XVI, durante el papado del papa Julio II. El diseño original de Donato Bramante fue entonces dividido en tres nuevos patios, el Cortili del Belvedere, el della Biblioteca y el della Pigna (o de la Piña) en el estilo del diseño del paisaje del Renacimiento. También en estilo renacentista, un gran laberinto rectangular, de diseño formal, hecho en boj y enmarcado con pino piñonero, (Pinus pinea) y cedros del Líbano, (Cedrus libani). En el lugar del recinto de Nicolás III, Bramante construyó una gran muralla defensiva rectilínea.
Los Jardines Vaticanos de la actualidad están dispersos a lo largo de casi 23 hectáreas, y contienen varias fortificaciones medievales, edificios y monumentos desde el siglo IX hasta la actualidad, entre parterres y topiarias, prados verdes y una mancha boscosa de 3 hectáreas. Existen numerosas fuentes, esculturas y grutas artificiales, generalmente dedicados a la Virgen María u otros santos, y un olivo donado por el gobierno de Israel.